# Calosoma regelianus
Calosoma regelianus is een keversoort uit de familie van de loopkevers (Carabidae). De wetenschappelijke naam van de soort is voor het eerst geldig gepubliceerd in 1886 door A. Morawitz.
De kever wordt 21 tot 28 millimeter lang en is brachypteer (kan niet vliegen).
De soort komt voor in Tadzjikistan op hoogtes van ongeveer 1600 tot 2000 of zelfs 3500 meter boven zeeniveau.